# 1650 en littérature
| Années de la littérature : 1647 - 1648 - 1649 - 1650 - 1651 - 1652 - 1653    |
| Décennies de la littérature : 1620 - 1630 - 1640 - 1650 - 1660 - 1670 - 1680 |

Cet article présente les faits marquants de l'année 1650 en littérature.

## Événements
- 13 juin : premier numéro du Mercurius Politicus, hebdomadaire dirigé par Marchamont Needham jusqu'au 9 avril 1660[1].
- 1er juillet : début de la publication à Leipzig du premier quotidien connu, le Einkommende Zeitungen, par l'imprimeur et libraire Timotheus Ritzsch (de). Il parait six fois par semaine de 1650 à 1652[2].

- Chute de la publication des livres en Allemagne, durement touchée par la Guerre de Trente Ans : 600 titres par an en 1650 contre 1600 au début du siècle[3].
- Polémique entre Ménage (Traité des Origines de la langue française, 1650 et Observations sur la langue française, 1672), partisan de la légitimité étymologique, et Vaugelas (Remarques sur la langue françoise, 1647), tenant de l'usage contemporain des mots[4].
- Pamphlets et chansons contre Mazarin (plus de 4000 mazarinades pendant la Fronde)[5].

## Parutions
- 31 décembre : inscription au Registre des Libraires du Pro populo Anglicano defensio (« Pour la défense du peuple anglais »), pamphlet de John Milton, qui défend les positions de Cromwell[6].

- Gilles Ménage, Les origines de la langue françoise, Paris, Augustin Courbé, 1650 (présentation en ligne)

- Kore ha-Dorot (« le Déroulement des générations ») de l’historien séfarade David Conforte (en) est imprimé à Salonique en hébreu[7].

- La Isla de los Monopantos (es), de Francisco de Quevedo, qui constitue avec la Carta de los judíos de Constantinopla les textes en espagnol fondateurs du mythe de la conspiration juive[8].
- Anne Bradstreet, The tenth muse lately sprung up in America, Londres, Stephen Bowtell, 1650 (présentation en ligne), recueil de poèmes, première publication d'une américaine.

## Décès
- 28 juin : Jean de Rotrou, poète et dramaturge français (né en 1609).